# 一二·九长跑
“一二·九”长跑是为纪念“一二·九”运动而组织的长跑活动。往往在每年的12月9日举行。
中国的各大院校都普遍举行，北京和中国东北地区的院校尤其重视。
传承民族精神，勿忘历史，为振兴中华做贡献往往是该运动的主题。